# Drienovo
Drienovo (in ungherese Csábrágsomos) è un comune della Slovacchia facente parte del distretto di Krupina, nella regione di Banská Bystrica.